# Раш Тауншип (округ Сасквеганна, Пенсільванія)
Раш Тауншип (англ. Rush Township) — селище (англ. township) в США, в окрузі Сасквегенна штату Пенсільванія. Населення — 1133 особи (2020).

## Демографія
Згідно з переписом 2010 року, у селищі мешкало 1267 осіб у 509 домогосподарствах у складі 368 родин. Було 637 помешкань
Расовий склад населення:
| - 97,6 % — білих - 0,9 % — азіатів - 0,3 % — чорних або афроамериканців - 0,2 % — корінних американців |

До двох чи більше рас належало 0,2 %. Частка іспаномовних становила 1,8 % від усіх жителів.
За віковим діапазоном населення розподілялося таким чином: 21,8 % — особи молодші 18 років, 59,4 % — особи у віці 18—64 років, 18,8 % — особи у віці 65 років та старші. Медіана віку мешканця становила 45,2 року. На 100 осіб жіночої статі у селищі припадало 108,7 чоловіків;  на 100 жінок у віці від 18 років та старших — 105,6 чоловіків також старших 18 років.
Середній дохід на одне домашнє господарство  становив 58 001 долар США (медіана — 52 813), а середній дохід на одну сім'ю — 60 717 доларів (медіана — 52 917). Медіана доходів становила 37 045 доларів для чоловіків та 29 688 доларів для жінок. За межею бідності перебувало 12,9 % осіб, у тому числі 26,3 % дітей у віці до 18 років та 8,5 % осіб у віці 65 років та старших.
Цивільне працевлаштоване населення становило 511 осіб. Основні галузі зайнятості: освіта, охорона здоров'я та соціальна допомога — 16,6 %, виробництво — 14,3 %, сільське господарство, лісництво, риболовля — 13,3 %, роздрібна торгівля — 12,9 %.